# Тимашево (Самарская область)
Тима́шево — село в Кинель-Черкасском районе Самарской области (Россия). Административный центр сельского поселения Тимашево.

## География
Рядом с селом протекает река Большой Кинель. Неподалёку есть озеро Елшанка и река Сарбай.

## История
В книге «Самарская топонимика» рассказывается, что деревню основали примерно в 1740-е годах Иван и Михаил Тимашевы, первоначально название деревни было «Ильмени» или «Ильмень». В том же веке была построена Троицкая церковь. В 1864 году открыта церковно-приходская школа.
Английская компания построила в 1881 году сахарорафинадный завод, сырьём для которого служила местная сахарная свёкла. В 1884 году в селе открыли почту и лечебный пункт. В 1898 году через Тимашево проложена железная дорога Кро́товка — Серные Воды. В 1928 году в Тимашево был организован совхоз им. Ворошилова.
В 1938 году Тимашево получил статус посёлка городского типа. С 2004 года Тимашево — посёлок (сельского типа), с 2005 — село. В настоящий момент село славится производством рулетов, кексов и печенья.

## Население
| 1959   | 1970  | 1979  | 1989  | 2002  | 2010  | 2021  |
| ------ | ----- | ----- | ----- | ----- | ----- | ----- |
| 10 470 | ↘7986 | ↘6285 | ↘5799 | ↘5640 | ↗5651 | ↘5405 |

## Транспорт
В селе расположена однопутная железнодорожная ветка и станция.

## Достопримечательности
- Комплекс посвящённый героям ВОВ, расположенный на площади Славы. Включает в себя обелиск, вечный огонь, и памятные знаки с именами тимашан, участников ВОВ. На площади Славы проходят различные культурно-массовые мероприятия, среди которых «День Победы», «День Знаний», «Последний Звонок» и др.
- Братская могила: братское захоронение солдат, участников ВОВ, умерших в Тимашевском госпитале (нынешнее здание Больницы). Расположено на территории Тимашевского кладбища (старая часть).
- Памятник Братьям Мамаевым расположен по улице Мамаева, в районе пересечения с улицей Лесной.
- Сельский дом культуры (бывший Дом культуры имени Ленина), расположен по улице Двор Завода, в годы ВОВ в здании клуба располагался штаб 81 Бомбардировочного Авиационного Полка.
- Церковь «Свято-Троицкая» расположена по улице Мира (бывшее здание кинотеатра «Голубь»).
- Развалины мельницы (берег реки Большой Кинель, спуск улицы Гоголя и улицы Двор Завода) взорванной белочехами в годы Гражданской Войны.
- Развалины плотины (берег реки Большой Кинель) местное название «Шум»: часть ГЭС, разрушенной во время наводнения.

## Известные уроженцы
- Слободзинский, Вениамин Николаевич (1921—1997) — молдавский и советский художник.